# 诺伊马克特圣马赖恩
诺伊马克特圣马赖恩是奥地利施蒂利亚州穆劳县的一个市镇。总面积54.66平方公里，总人口1015人，人口密度18.6人/平方公里（2005年）。